# Anna Christie (1930, englische Version)
Anna Christie ist ein US-amerikanischer Spielfilm von Clarence Brown mit Greta Garbo. Er wurde am 14. März 1930 in den Verleih gebracht und war das Tonfilmdebüt der Schauspielerin. Der Film basiert auf dem gleichnamigen Theaterstück von Eugene O’Neill. Greta Garbo drehte unter der Regie von Jacques Feyder auch noch eine deutsche Version von Anna Christie.

## Handlung
Im Hafenviertel von New York besucht die junge Anna Christie ihren Vater Chris, der sie als kleines Kind zurückließ, um weiter zur See zu fahren. Während sie auf ihn wartet, trifft sie die Geliebte ihres Vaters, die alte Prostituierte Marthy. Beide führen eine lebhafte Konversation, in der deutlich wird, dass Anna eine Zeitlang selber auf St. Pauli in Hamburg diesem Gewerbe nachgegangen ist. Später trifft Anna ihren Vater und ist gerührt von der überschwänglichen Begrüßung durch den alten Mann. Da Chris von der Tugendhaftigkeit seiner Tochter überzeugt ist, wagt Anna es nicht, ihm von ihrer Vergangenheit als Prostituierte zu erzählen. Chris nimmt Anna mit an Bord seines Kohlenschiffs. Nachdem sie sich an das Leben auf See gewöhnt hat, scheinen die schmerzlichen Erinnerungen von ihr abzufallen. Als jedoch der in Seenot geratene Matrose Matt auf das Schiff gelangt, droht seine ungestüme Leidenschaft für Anna nicht nur die neue Beziehung zu ihrem Vater zu zerstören, sondern auch ihr dunkles Geheimnis ans Licht zu bringen. Erst nach einer heftigen Auseinandersetzung sind beide Männer bereit, Anna zu vergeben und schließlich finden Anna und Matt ihr gemeinsames Glück.

## Hintergrund
Anna Christie war das mit viel Spannung erwartete Tonfilmdebüt von Greta Garbo. Seit 1926 war die Schauspielerin als Darstellerin exotischer Liebhaberinnen zu Ruhm gekommen und zu einem der bedeutendsten Stars von MGM avanciert. Seit Mitte 1928 war das Ende des Stummfilms absehbar und das Studio beschäftigte sich intensiv mit der Zukunft von Garbo. Für viele der zahlreichen ausländischen Stars der Zeit bedeutete die Umstellung auf den Sprechfilm das mehr oder weniger abrupte Ende ihrer Karriere. Pola Negri, Vilma Banky und Emil Jannings zählten zu den prominenten Opfern der technischen Neuerung. Das Hauptproblem war zum einen der starke Akzent der Schauspieler, gepaart mit der sehr primitiven Aufnahmetechnik, die auch wohlmodulierte Stimmen stark verzerrte. MGM nahm sich im Gegensatz zu den meisten anderen Studios viel Zeit mit der Umstellung und nutzte das Interim, den Vertragsschauspielern ganz gezielten Sprachunterricht zu geben. Erst ab Mitte 1929 begannen die Topstars vor das Mikrophon zu treten und meisterten die Umstellung alle ohne Probleme. Selbst Ramon Novarro, der mit schwerem mexikanisch-spanischem Akzent sprach, schaffte den Sprung ins neue Medium.
Im Fall von Garbo kamen neben den Problemen mit der englischen Diktion noch vertragliche Unklarheiten hinzu. Ihr laufender Vertrag war in dem Punkt uneindeutig, ob die Schauspielerin überhaupt einen Tonfilm drehen müsse oder ob die Verpflichtung sich nur auf das Mitwirken in Stummfilmen beziehe. Nachdem im September 1929 mit Der Kuß nicht nur der letzte Stummfilm von Garbo, sondern auch der letzte Stummfilm eines der großen Studios überhaupt in die Kinos gekommen war, einigten sich alle Beteiligten schließlich auf einen Versuch im neuen Metier. Die Wahl des passenden Sujets war jedoch ungleich schwerer. Einige Zeit spielte Irving Thalberg mit dem Gedanken, das Stück Die heilige Johanna von George Bernard Shaw zu verfilmen. Garbo war begeistert von der Idee und äußerte sich noch im Spätherbst 1929 bei einem ihrer letzten Interviews überhaupt dahin, dass sie hoffe, die Rolle der Heiligen Johanna unter der Regie von Erich von Stroheim spielen zu können.
Am Ende einigten sich die Beteiligten auf Anna Christie. Das Theaterstück von Eugene O’Neill über eine verbitterte schwedische Prostituierte bedeutete eine radikale Abkehr vom bisherigen Image der Schauspielerin als glamourösem Star in romantischen Melodramen. Um ganz sicherzugehen, stellte Thalberg Garbo mit Marie Dressler eine erfahrene Schauspielerin zur Seite. Das Studio nutzte die wachsende Spannung unter den Fans, um eine der größten Publicitykampagnen zu starten. Unter dem Slogan Garbo Talks! wurde der Film bereits Monate vorher beworben.

## Kinoauswertung
Die Produktionskosten für die englische Version betrugen 376.000 US-Dollar, womit der Film etwas unter dem MGM-Durchschnittsaufwand lag. Er war an der Kinokasse sehr erfolgreich und spielte in den Vereinigten Staaten 1.013.000 US-Dollar und im Ausland 486.000 US-Dollar ein. Das Gesamtergebnis lag bei 1.499.000 US-Dollar. MGM konnte einen Profit von 576.000 US-Dollar verbuchen. Damit war der Film der bislang erfolgreichste Streifen von Greta Garbo.

## Kritik
Die Kritiker waren durchweg begeistert von Garbos Tonfilmdebüt. Die meisten Rezensenten beschäftigten sich natürlich mit dem Klang und der Modulation der schwedischen Schauspielerin.
In der New York Times schrieb Mordaunt Hall am 15. März 1930 eine wahre Lobeshymne:

„Die ungeheuer populäre Greta Garbo ist in ihrem ersten Tonfilm, einer Verfilmung von Eugene O’Neills „Anna Christie“ sogar noch interessanter als in ihren stummen Filmen. Sie zeigt keinerlei Nervosität vor dem Mikrophon und ihre Darstellung der Anna ist über jede Kritik erhaben. […] Ihre Stimme ist tief, sogar noch tiefer als im realen Leben. […] Anders als die meisten anderen Schauspielerinnen bei ihren Tonfilmdebüts passt Miss Garbo ihr Spiel den Dialogen an. Sie denkt nach über das, was sie sagt und begleitet jeden Satz mit der entsprechenden Geste und dem passenden Ausdruck ihres Gesichts. Da ist kein Zögern in ihren Dialogen, da sie sich ihre Zeilen sehr genau gemerkt hat. Ganz im Gegensatz zu den Auftritten der meisten ihrer männlichen und weiblichen Kollegen muss sie kein einziges Mal überlegen, wie die nächste Dialogzeile heißen mag.“

## Auszeichnungen
Der Film ging mit drei Nominierungen in die Oscarverleihung 1930 (November):
- Beste Hauptdarstellerin: Greta Garbo (gemeinsam mit Romanze)
- Beste Regie: Clarence Brown
- Beste Kamera: William H. Daniels